# 安妮卡·斯文松
安妮卡·斯文松（瑞典語：Annica Svensson，1983年3月3日—），瑞典女子足球运动员。她曾代表瑞典参加2011年国际足联女子世界杯，获得季军。她也曾参加2012年夏季奥林匹克运动会。